# 天津府官立中学堂
天津府官立中学堂是天津建立最早的一所官办中学。位于今天津市红桥区芥园道13号，目前是重点保护等级历史风貌建筑。原校舍现由天津铃铛阁中学使用。

## 建筑风格
天津府官立中学堂现存建筑建于1933年，为二层砖木混结构楼房，局部为三层，该建筑平面呈丁字形。建筑前面为二层，都为教室，后面设有三层，首层是教室，二层和三层作为礼堂，建筑外立面为青砖清水墙面，入口处外立面为混水饰面。入口两边装饰有壁柱，女儿墙上砌筑有花式雉堞，是一座具有现代建筑特征的建筑。